# Tales of Eternia
Tales of Eternia (яп. テイルズ オブ エターニア Тэйрудзу обу Эта:ниа) — японская ролевая игра с элементами экшна для игровой приставки Sony PlayStation, выпущенная Namco 30 ноября 2000 года и проданная в количестве 873 000 копии. 3 марта 2005 года была выпущена портированная версия для PlayStation Portable, проданная в количестве 398 000 экземпляров. Жанр Tales of Eternia описывается как RPG вечности и уз (яп. 永遠と絆のRPG Эйен то кидзуна но RPG). Игра имеет двухмерную рисованную графику; сражения проходят в реальном времени, идея боевой системы взята из предыдущих игр серии — Tales of Phantasia и Tales of Destiny. Игра является третьей частью серии.
В Северной Америке и Европе игра известна как Tales of Destiny II. Изначально многие посчитали, что это сделано во избежание нарушения авторских прав — название Eternia принадлежит компании Mattel (используется в серии игрушек Masters of the Universe). Однако разработчики утверждали, что это сделано только для лучшей узнаваемости бренда. Так или иначе, выбор такого названия впоследствии привёл к путанице после выхода прямого сиквела PlayStation 2 под названием Tales of Destiny 2, события которого разворачиваются в том же вымышленном мире, что и Tales of Destiny. Tales of Eternia не является прямым продолжением ToD — в ней появляется только ряд камео, которые есть во всех играх серии.
Для североамериканского и японского релизов было создано вступление в жанре аниме, кроме того, для японской версии группа Garnet Crow написала песню Flying. Впоследствии вышло аниме Tales of Eternia, состоящее из 13 эпизодов и разработанное в сотрудничестве с Production I.G. События аниме основаны на сюжете игры, присутствуют четыре главных героя, а также появляются новые персонажи, истории которых никак не связаны с сюжетом. Все 13 эпизодов были выпущены в начале 2001 года.
3 марта 2006 года в Японии была выпущена массовая многопользовательская ролевая онлайн-игра Tales of Eternia Online, разработанная Namco и Dwango. События разворачивались в том же мире, сразу после того, как Рид со своим отрядом отправился в Селестию. В игре присутствовало пять классов персонажей, прообразом которых выступили персонажи Tales of Eternia. Тем не менее спустя всего год Namco отключила игровые сервера в связи с небольшим количеством активных игроков.

## Игровой процесс
Геймплей схож с предыдущими играми серии Tales и имеет множество элементов классических RPG. Для перемещения между локациями используется карта мира. В городах, которые населены неигровыми персонажами, можно получить различную информацию, в них развиваются сюжетные события. Также в городах находятся магазины, где игрок может купить экипировку и расходные предметы для своего отряда. Валюта в игре называется Галд (англ. Gald).
Сражения в игре происходят на двухмерном отдельном поле битвы — персонажи могут перемещаться только вперёд/назад и вверх/вниз. Эта система является гибридной: в ней присутствуют как элементы RPG, так и элементы файтинга. Все действия производятся в реальном времени и игрок может наносить различные удары, нажимая соответствующие комбинации кнопок геймпада. Однако сражение может быть приостановлено, если игрок зайдёт в меню для выбора расходного предмета или смены тактики. В игровом меню можно просматривать и применять предметы, создавать новые заклинания, создавать новые стратегии, менять экипировку отряда, просматривать статус персонажей. Большинство этих опций недоступно в меню сражения. Игрок также может изучать рецепты для приготовления различных блюд, которые могут использоваться для лечения персонажей, либо для снятия отрицательных состояний статуса (яд, паралич и другие).
В режиме Co-op battle существует возможность играть вчетвером через PlayStation Multitap.

## Выпуск игры на PlayStation
Tales of Eternia была анонсирована на Tokyo Game Show в 2000 году как третья игра в серии Tales. Она была выпущена под этим же именем в Японии, но в Северной Америке название было изменено на Tales of Destiny II. Многие посчитали, что это произошло, чтобы не нарушать авторские права компании Mattel, которая владела названием «Eternia» в США в рамках линейки игрушек серии Masters of the Universe. Однако разработчики утверждали, что это было сделано только для лучшей узнаваемости бренда: первой игрой серии, продававшейся в Северной Америке, была Tales of Destiny, поэтому они хотели, чтобы между играми была видна более чёткая взаимосвязь. Первая игра серии Tales of Phantasia 1994 года изначально не издавалась в США — только в 2006 году появилась портированная версия для Game Boy Advance. Это название привело к путанице, когда в 2002 году для PlayStation 2 была выпущена игра Tales of Destiny 2, которая являлась прямым продолжением Tales of Destiny и действия которой разворачивались в той же вымышленной вселенной. Tales of Eternia, в свою очередь, не является сиквелом Tales of Destiny и никак не связана с Tales of Destiny 2.

## Отзывы и критика
| Сводный рейтинг           | Сводный рейтинг                                                          | Сводный рейтинг |
| Издание                   | Оценка                                                                   | Оценка          |
| Издание                   | PS                                                                       | PSP             |
| ------------------------- | ------------------------------------------------------------------------ | --------------- |
| GameRankings              | 78,61 %                                                                  | 82,76 %         |
| Metacritic                | 78 / 100                                                                 | 82 / 100        |
| Иноязычные издания        |                                                                          |                 |
| Издание                   | Оценка                                                                   | Оценка          |
| Издание                   | PS                                                                       | PSP             |
| AllGame                   | 4 из 5 звёзд · 4 из 5 звёзд · 4 из 5 звёзд · 4 из 5 звёзд · 4 из 5 звёзд | N/A             |
| EGM                       | 7 / 10                                                                   | N/A             |
| Eurogamer                 | N/A                                                                      | 8 / 10          |
| Famitsu                   | 33 / 40                                                                  | 33 / 40         |
| Game Informer             | 7,75 / 10                                                                | N/A             |
| GamePro                   | [ 22 ]                                                                   | N/A             |
| GameSpot                  | 7,1 / 10                                                                 | N/A             |
| IGN                       | 8,5 / 10                                                                 | N/A             |
| OPM                       | [ 25 ]                                                                   | N/A             |
| PALGN                     | N/A                                                                      | 9 / 10          |
| The Sydney Morning Herald | N/A                                                                      | [ 26 ]          |

Игра получила в основном положительные отзывы критиков. Так, на сайте-агрегаторе Metacritic Tales of Eternia набрала 82 балла из 100 возможных. Обозреватель IGN высоко оценил игровой процесс: «Отличная ориентированная на экшн боевая система, аналога которой нет ни в одной другой игре». Журналист GameSpot посчитал, что игра понравится только людям, которые выше ценят геймплей, а не графику. «В неё приятно играть», — пишет рецензент, — «но она бы нормально смотрелась в списке игр для Super Nintendo, выпущенных восемь лет назад». Локализация, сделанная Namco, была оценена как приемлемая. Обозреватели отметили, что оригинальный юмор был адекватно передан для игроков из Северной Америки, но работа актёров озвучивания, по мнению некоторых журналистов, оказалась не впечатляющей. Рецензент AllGame также положительно отозвался об игровом процессе, дизайне персонажей и двухмерной графике. Тем не менее, к отрицательным сторонам Tales of Eternia он отнёс слабый и недостаточно проработанный сюжет, игру актёров озвучивания: «Я не могу сказать, что актёры играют ужасно, но во многих сценах кажется, будто они не отправляются на миссию, от которой зависит судьба мира, а ждут, пока им заменят масло в машине».
Портированная версия игры для PSP (несмотря на то, что она не была выпущена в США) также получила в основном положительные отзывы. Eurogamer поставил игре оценку 8 из 10, назвав её «лучшей RPG для PSP из всех, что сейчас есть на рынке (на момент апреля 2006 года)». Он отнёс к положительным сторонам Tales of Destiny II графику и игровой процесс; сюжетные события, по его мнению, развиваются слишком быстро и содержат слишком много клише. Обозреватель PALGN, напротив, положительно отозвался о сюжете: «История имеет ряд непредсказуемых поворотов и разворачивается таким образом, что вы будете заинтригованы на протяжении всей игры. Её нельзя назвать превосходной, но она достаточно глубокая». Рецензент также отметил возможность исследовать игровой мир: «Это одна из лучших сторон Tales of Eternia. Хотя игра, по сути, линейна, вы всё равно можете отклониться от сюжета. Глубина сюжета и игрового процесса позволяют вам играть так, как вы захотите».
Версия игры для PlayStation была продана в количестве 873 000 копий, а версия для PlayStation Portable — в количестве 398 000 копий.